# Милко Бобоцов
Милко Георгиев Бобоцов е български шахматист. Той е първият български гросмайстор. Достига  41-во място в света през 1968 г.
Милко Бобоцов е роден на 30 септември 1931 г. в станимашкото село Дряново, днес в община Лъки, област Пловдив. Юношеските му години преминават в Пловдив. Той е международен майстор по шах от 1960 г. и гросмайстор от 1961 г. През 1958 г. става шампион на България по шах.
На отборната олимпиадата по шах в Лугано през 1968 г. Бобоцов става бронзов медалист.
На турнира в Сараево през 1971 г. Бобоцов става първи, заедно с Давид Бронщайн и Милан Матулович.
Женен е за Антония Иванова – гросмайстор за жени.
Милко Бобоцов почива на 3 април 2000 г. в „Пирогов“, София.

## Избрани партии
Милко Бобоцов играе успешно срещу най-силните шахматисти в света и нееднократно постига равностойни резултати:
1. Бент Ларсен - Милко Бобоцов 0:1, Дебют Бърд, Бевервейк (Холандия), 22.1.1964. 

2. Милко Бобоцов – Давид Бронщайн 1/2:1/2, Холандска защита, модерен вариант, Москва (СССР), 23.5.1967. 

3. Милко Бобоцов – Михаил Тал 1/2:1/2, Холандска защита, модерен вариант, Москва, 30.5.1967. 

4. Милко Бобоцов – Борис Спаски 1/2:1/2, Новоиндийска защита, класически вариант, Палма де Майорка (Испания), 29 ноември 1969. 

5. Виктор Корчной - Милко Бобоцов 1/2:1/2, Унгарско начало, Палма де Майорка, 12 декември 1969. 

6. Милко Бобоцов – Паул Керес 1/2:1/2, Защита Тараш, класически вариант, Талин (Естония), 20.4.1970. 

7. Паул Керес – Милко Бобоцов 1/2:1/2, Сицилианска защита, модерен вариант, Талин, 21.4.1970. 

8. Лайош Портиш - Милко Бобоцов 1/2:1/2, Защита Нимцович, вариант Фишер, Капфенберг (Австрия), 10.5.1970. 

9. Милко Бобоцов – Тигран Петросян 1/2:1/2, Модерна защита, вариант Авербах, Капфенберг, 12.5.1970. 

10. Милко Бобоцов – Виктор Корчной 1/2:1/2, Защита Грюнфелд, Зиген (ФРГ), септември 1970. 

11. Василий Смислов - Милко Бобоцов 1/2:1/2, Английско начало, симетричен вариант, Амстердам (Холандия), 20.7.1971. 

12. Милко Бобоцов – Милан Матулович 1/2:1/2, Славянска защита, Чешки вариант, Сараево (Югославия), 1971. 

13. Тигран Петросян – Милко Бобоцов 1/2:1/2, Отказан дамски гамбит, защита Ласкер, Скопие (Югославия), 4.9.1972. 

14. Милко Бобоцов – Светозар Глигорич 1:0, Староиндийска защита, вариант Земиш, Скопие, 9.10.1972. 